# Stuart Devlin
Stuart Leslie Devlin (Geelong, 9 ottobre 1931 – Chichester, 12 aprile 2018) è stato un artista australiano, specializzato nella realizzazione di oggetti in oro e argento. Disegnò monete per paesi di tutto il mondo e divenne famoso soprattutto come designer di oggetti da collezione negli anni '70 e '80.

## Biografia
Stuart Leslie Devlin nacque a Geelong, Victoria, il 9 ottobre 1931 e divenne un insegnante d'arte, specializzato in oreficeria. Nel 1957 ottenne un incarico al Royal Melbourne Institute of Technology e studiò per un Diploma of Art di orefice e argentiere. Nel 1958 ricevette borse di studio per formarsi al Royal College of Art di Londra e una borsa di studio Harkness dal Commonwealth Fund. Trascorse due anni alla Columbia University di New York dove nel 1962 incontrò e sposò la sua prima moglie, Kim Hose.
Tornò a insegnare a Melbourne e in seguito divenne un ispettore delle scuole d'arte. Divenne famoso quando, nel 1964, vinse un concorso per disegnare la prima moneta decimale australiana.
Nel 1965 si trasferì a Londra e aprì un piccolo laboratorio. Questo segnò l'inizio del proprio stile, che spesso prese la forma di edizioni limitate. Le più popolari sono le uova di Pasqua e le scatole di Natale, ora oggetti da collezione. Adottò e ideò nuove tecniche per produrre un'ampia varietà di trame e forme filigranate e divenne famoso nel West End di Londra producendo una nuova collezione ogni anno. Ebbe un prestigioso showroom in Conduit Street dal 1979 al 1985.
Nel 1966 gli fu commissionata dalla Ford of Britain una scultura d'argento fino per celebrare l'uscita della nuova gamma di veicoli a motore Mk IV Ford Zephyr e Zodiac.
Progettò mobili, interni, gioielli e pezzi commissionati di tutti i tipi, tra cui trofei, orologi, centrotavola, calici, candelabri, ciotole e insegne. Tra le sue commesse più popolari, vi sono monete e medaglie per 36 paesi in tutto il mondo, tra cui le monete preziose per i Giochi olimpici di Sydney 2000 e le insegne delle onorificenze australiane: l'Ordine dell'Australia, le Australian Bravery Decorations e la National Medal.
Nel 1982 ottenne il Royal Warrant of Appointment come Goldsmith and Jeweler di Sua Maestà la Regina. Nel 1986 sposò la sua seconda moglie, Carole Hedley-Saunders. Fu primo guardiano della Goldsmith's Company dal 1996 all'anno successivo. Dopo aver lasciato quel ruolo, continuò a lavorare con i Goldsmiths, in particolare nello sviluppo di un nuovo istituto per i futuri membri, e anche con vari altri aspetti che comportano opportunità per gioiellieri e orafi emergenti, tra cui una scuola estiva e un corso per iniziare.
Dopo aver chiuso il suo seminario a Londra, si ritirò a Littlehampton, nel West Sussex. Smise di disegnare dopo aver subito un ictus nel 2014.
Morì a Chichester il 12 aprile 2018 all'età di 86 anni.